# 奥尔堡
奥尔堡（丹麥語： / ，發音：[ˈʌlb̥ɒːˀ] ⓘ）是丹麥第四大城市，位於日德蘭半島北部和利姆海峽南岸。奧爾堡機場是北歐最多人使用的機場之一。2017年人口約21.17萬人。

## 友好城市
- 荷兰阿尔梅勒
- 法国昂蒂布
- 德国比德尔斯多夫
- 英国爱丁堡
- 挪威腓特烈斯塔
- 法罗群岛富格拉菲厄泽
- 爱尔兰戈尔韦
- 波兰格丁尼亚
- 以色列海法
- 中国合肥
- 冰岛胡萨维克
- 奥地利因斯布鲁克
- 瑞典卡尔斯库加
- 英国兰开斯特
- 格陵兰岛努克
- 俄罗斯普希金
- 美国威斯康星州拉辛
- 瑞士拉珀斯维尔-约纳
- 德国伦茨堡
- 拉脱维亚里加
- 芬兰里希迈基
- 格陵兰岛斯科斯比松
- 美国索尔万
- 罗马尼亚图尔恰
- 保加利亚瓦尔纳
- 立陶宛维尔纽斯
- 德国维斯马
- 俄罗斯加里宁格勒